# Tromblon (contre-torpilleur)
Pour les articles homonymes, voir Tromblon.
Le Tromblon est l’un des treize contre-torpilleurs de classe Claymore construits pour la marine française dans la première décennie du XXe siècle.

## Carrière
Le Tromblon a été commandé le 12 mai 1902 à l’arsenal de Rochefort et a été mis en chantier le 21 mars 1904. Le navire a été lancé le 17 juin 1905 et a été placé en réserve après son achèvement en avril 1907. Il est affecté à l’escadre du Nord en janvier 1908 et reste avec cette unité qui est successivement redésignée 3e escadre en mars 1908 et 2e escadre légère en novembre 1912. Lorsque la Première Guerre mondiale éclate en août 1914, le Tromblon est affecté à la 1re escadrille de torpilleurs, basée à Cherbourg. Le navire est affecté en 1916 à la Flottille de la mer du Nord, basée à Dunkerque, et devient le navire amiral du commandant supérieur des divisions de Bretagne en 1918. Le Tromblon a été rayé de l’annuaire de la marine le 14 mai 1921 et vendu à la ferraille à Brest le 12 août.